# Выборы в Учредительное собрание Эстонии (1918)
Выборы в Учредительное собрание Эстонии состоялись 3—4 февраля 1918 года. В некоторых избирательных округах выборы были отложены до 9-10 февраля. Во время Октябрьской революции, большевики также пришли к власти в некоторых регионах Эстонии, в основном в городских районах в Северной Эстонии. Часть Эстонии уже была оккупирована Германией и в этих областях выборы не были проведены. 
РСДРП(б) согласилась на проведение выборов, надеясь получить большинство голосов. Тем не менее, они получили только 37,4 % голосов, а большинство получили партии, которые поддерживали независимость Эстонии. Учредительное собрание Эстонии никогда не было созвано после этих выборов, потому что коммунисты отменили результаты выборов, а Германия оккупировала оставшуюся часть Эстонии в феврале того же года. Новые выборы в Учредительное собрание состоялись в 1919 году.

## Результаты выборов
| Партия                                                   | Голоса  | %    |
| -------------------------------------------------------- | ------- | ---- |
| РСДРП(б)                                                 | 92 559  | 37,4 |
| Эстонская трудовая партия                                | 75 354  | 30,4 |
| Демократический блок                                     | 56 231  | 22,7 |
| Эстонская социалистическая революционная партия (Левые)  | 8437    | 3,4  |
| Христианский союз                                        | 5645    | 2,3  |
| Эстонская социал-демократическая рабочая партия          | 4293    | 1,7  |
| Эстонская социалистическая революционная партия (Правые) | 2306    | 0,9  |
| Демократический союз русских граждан                     | 1397    | 0,6  |
| Союз за эстонскую независимость                          | 1392    | 0,6  |
| Сумма                                                    | 234 902 | 100  |